# Eparchie jihoafrická
Eparchie Jižní Afrika je eparchie ruské pravoslavné církve.

## Území a titul biskupa
Zahrnuje správní hranice území Jihoafrické republiky, Lesotha, Svazijska, Namibie, Botswany, Zimbabwe, Mosambiku, Angoly, Zambie, Malawi, Madagaskaru, Mauriciu, Komor, Tanzanie, Keni, Ugandy, Rwandy, Burundi, Konžské demokratické republiky, Konžské republiky, Gabonu, Rovníkové Guineji a Svatého Tomáše a Princova ostrova.
Eparchiálnímu biskupovi náleží titul biskup johannesburský a jihoafrický.

## Historie
Eparchie byla zřízena Svatým synodem dne 29. prosince 2021. Důvodem bylo přerušení eucharistického společenství mezi Ruskou pravoslavnou církví a alexandrijským patriarchátem z důvodu uznání Pravoslavné církve Ukrajiny ze strany patriarchátu a žádostem farností patriarchátu o přestup do jurisdikce Moskevského patriarchátu.

## Seznam biskupů
- - 2021–2023 Leonid (Gorbačov) dočasný správce
  - od 2023 Konstantin (Ostrovskij) dočasný správce